# Gregorios III Laham
Gregorios III Laham B.S. (Arabisch: غريغوريوس الثالث لحام) (Darayya (Syrië), 15 december 1933) is een Syrisch geestelijke en een patriarch-emeritus van de Melkitische Grieks-Katholieke Kerk.
Gregorios III werd geboren als Loutfy Laham. Zijn opleiding ontving hij aan het seminarie van de Ordo Basilianus Sanctissimi Salvatoris, een religieuze orde van de Melkitische Grieks-Katholieke Kerk. Hij vervolgde zijn opleiding aan het seminarie van Joun (Libanon) en in Rome, waar hij op 15 februari 1959 priester werd gewijd.
In 1974 werd Laham benoemd tot administrateur van het patriarchaal vicariaat in Jeruzalem, na de arrestatie door Israël van de vicaris, aartsbisschop Hilarion Capucci. Op 9 september 1981 werd Laham benoemd tot titulair aartsbisschop van Tarsus. Zijn bisschopswijding vond plaats op 27 november 1981. Hij bleef daarna als vicaris verbonden aan het vicariaat Jeruzalem. In 1992 werd hij benoemd tot exarch van Jeruzalem. In 1998 volgde zijn benoeming tot protosyncellus van Jeruzalem.
Na het aftreden om gezondheidsredenen van patriarch Maximos V Hakim werd Laham op 29 november 2000 door de bisschoppelijke synode van de kerk gekozen tot zijn opvolger; zoals gebruikelijk in deze kerk werd hij tevens benoemd tot patriarch van Antiochië en het gehele Oosten, van Alexandrië en van Jeruzalem. Laham nam na zijn benoeming de naam Gregorios aan; hij was de derde patriarch met deze naam. De keuze van de synode werd op 5 december 2000 bevestigd door paus Johannes Paulus II.
Gregorius III ging op 6 mei 2017 met emeritaat.

## Syrische burgeroorlog
In augustus 2013 heeft Gregorius III een mogelijke aanval op Syrië door de Verenigde Staten in ongemeen scherpe woorden veroordeeld.